# Propaganda (Warbly Jets)
Propaganda is de eerste ep van de Amerikaanse alternatieve rockband Warbly Jets. Het album werd uitgebracht op 4 januari 2019 onder het label Rebel Union Recordings.

## Tracklist
| Nr.          | Titel                         | Duur  |
| ------------ | ----------------------------- | ----- |
| 1.           | ''Propaganda''                | 3:26  |
| 2.           | ''Cool Kill Machine''         | 3:12  |
| 3.           | ''No Allegiance to the Game'' | 3:41  |
| Totale duur: | Totale duur:                  | 10:20 |